# 諸法無我

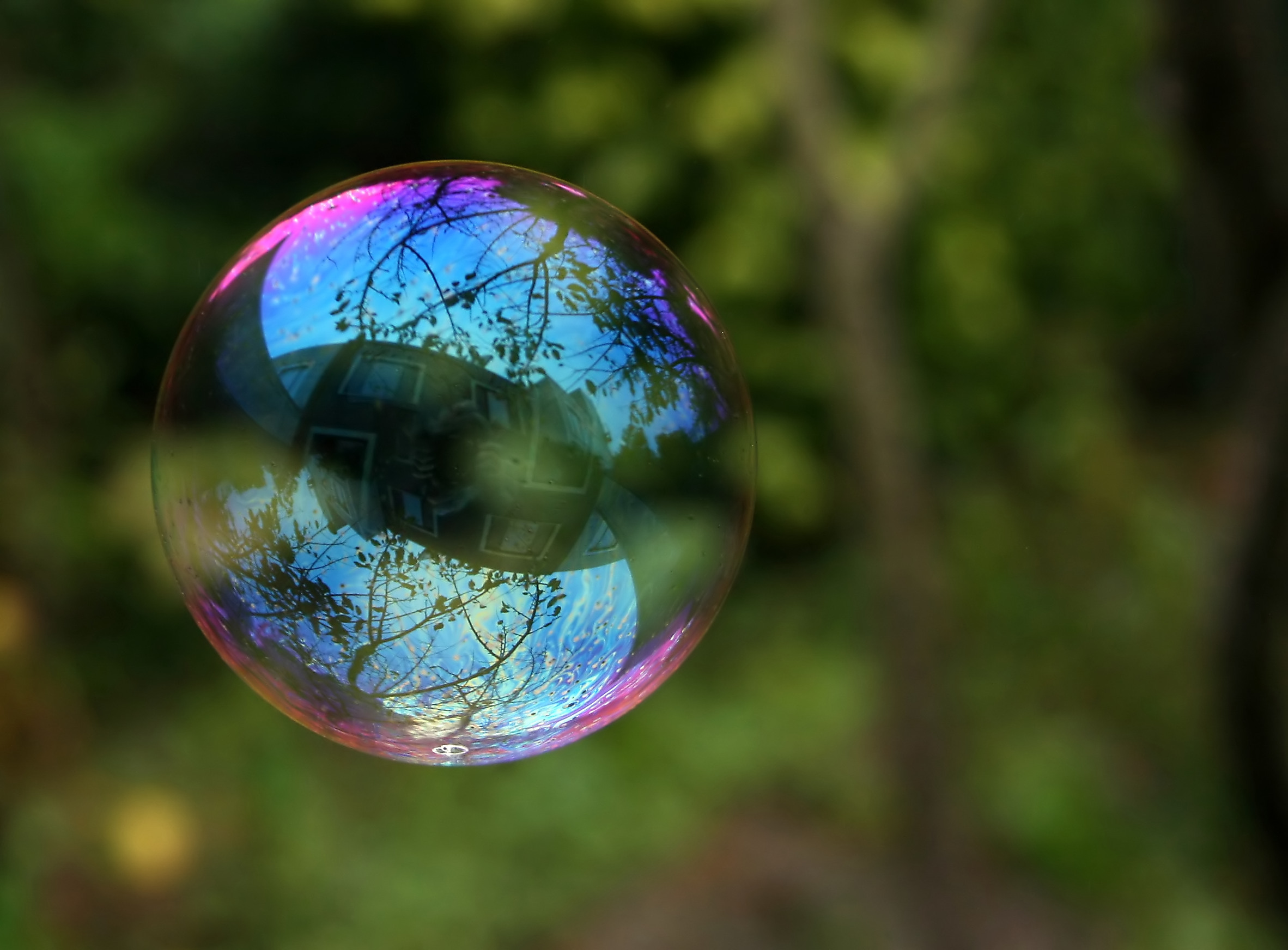
人生はシャボン玉

諸法無我（しょほうむが、巴: sabbe dhammā anattā、सब्बे धम्मा अनत्ता）は、全てのものは因縁によって生じたものであって実体性がないという意味の仏教用語。三法印・四法印の1つ。上座部仏教における三相の1つ。
諸行無常と並べられるが、行は因縁によって起こるこの世の現象を指すのに対し、諸法（sabbe dhammā）は涅槃すらも含むあらゆる事象（一切法）を指している。

## 抜粋
比丘たちよ、色は無我、受（Vedanā）は無我、想（サムジャナ）は無我、サンカーラは無我、識（viññāṇa）は無我である。
—パーリ仏典, 律蔵犍度, 大犍度, 38 Mahakkhandhakaṃ, Sri Lanka Tripitaka Project

アッギヴェッサナよ、私はこのように弟子たちを戒める。このように頻繁に語る。

「比丘たちよ、色は無常、受は無常、想は無常、行は無常、識は無常である。

　比丘たちよ、色は無我、受は無我、想は無我、行は無我、識は無我である。

　すべての行は無常である、すべての法は無我である。」と。
—パーリ仏典,  中部 35 薩遮迦小経, Sri Lanka Tripitaka Project 